# Cyclophora piazzaria
Cyclophora piazzaria är en fjärilsart som beskrevs av Wright 1924. Cyclophora piazzaria ingår i släktet Cyclophora och familjen mätare. Inga underarter finns listade i Catalogue of Life.